# Andrzej Grzywacz
Andrzej Piotr Grzywacz (ur. 10 lipca 1943) – polski naukowiec, profesor nauk leśnych, specjalista w zakresie fitopatologii i mykologii leśnej oraz ochrony lasu.

## Życiorys
W 1966 ukończył studia w Szkole Głównej Gospodarstwa Wiejskiego. Do 1969 pracował w administracji terenowej Lasów Państwowych, następnie zajął się działalnością naukową na SGGW. W 1972 uzyskał stopień doktora, habilitował się w 1979. W 1988 otrzymał tytuł profesora nauk leśnych. Na macierzystej uczelni doszedł do stanowiska profesora zwyczajnego. Był dziekanem Wydziału Leśnego (1990–1993) i prorektorem SGGW (1984–1990).
Pełnił szereg kierowniczych funkcji w organach instytucji związanych z leśnictwem o ochroną przyrody. Był m.in. wieloletnim przewodniczącym rady naukowej Instytutu Badawczego Leśnictwa (1991–2007), przewodniczącym Kolegium Lasów Państwowych (1998–2003), Państwowej Rady Ochrony Przyrody (2001–2003) oraz rady naukowej Ligi Ochrony Przyrody (1991–1992). Powoływany w składa rad redakcyjnych i programowych różnych czasopism branżowych. W 1997 stanął na czele Polskiego Towarzystwa Leśnego. W 1998 został członkiem korespondentem Polskiej Akademii Nauk, a w 2007 członkiem rzeczywistym PAN. Był m.in. przewodniczącym Komitetu Nauk Leśnych PAN, członkiem prezydium akademii, a także przewodniczącym Wydziału V Nauk Rolniczych, Leśnych i Weterynaryjnych PAN.
W latach 1992–1993 w administracji rządowej zajmował stanowisko wiceministra środowiska i głównego konserwatora przyrody.

## Odznaczenia i wyróżnienia
- Krzyż Komandorski Orderu Odrodzenia Polski (2013)[4]
- Krzyż Oficerski Orderu Odrodzenia Polski (2004)[5]
- Krzyż Kawalerski Orderu Odrodzenia Polski (1997)[6]
- Medal Komisji Edukacji Narodowej (1995)[1]
- tytuł doktora honoris causa Akademii Rolniczej w Poznaniu (2007)[1], Uniwersytetu Rolniczego im. Hugona Kołłątaja w Krakowie (2014)[7], Uniwersytetu Przyrodniczego we Wrocławiu (2017)[8]